# Mario Sorrenti
Mario Sorrenti, né le 24 octobre 1971 à Naples, est un photographe de mode italien vivant à New York où il a son studio. Il est principalement connu pour avoir lancé sa carrière après avoir photographié Kate Moss, dont il est très proche, lors d'une campagne publicitaire pour la marque Calvin Klein et son parfum Obsession. Mario Sorrenti est un photographe adepte du nu et du noir et blanc.
Il réalise un premier film, Décharnés, sorti en 2018.

## Biographie

### Enfance
Mario Sorrenti est né en 1971 d'un père artiste de pop art et d'une mère styliste. Il grandit à Naples, regardant son père peindre, et peignant ou dessinant lui aussi : dès l'âge d'une dizaine d'années, il veut également devenir artiste. Sa mère, Francesca, est née aux États-Unis, et vers l'âge de dix ans, Mario Sorrenti retourne avec elle dans son pays natal et arrive à New York, sans son père. Vivant au milieu de graffeurs, travaillant dans l'agence de publicité de sa mère, et souhaitant être sculpteur ou peintre, il n'envisage nullement de s'orienter vers la photographie. Il saisit l'occasion d'être mannequin et est initié alors à la photographie pour finalement devenir passionné. Vers l'âge de dix-huit ans, voyageant beaucoup grâce au mannequinat, il commence à photographier assidument, et son travail est remarqué : un directeur artistique le contacte puis le présente à une agence de photographes. Sa mère l'encourage à devenir photographe de mode cela lui permettrait de « plus facilement gagner sa vie ». S'il est le premier de la famille à être photographe, son frère cadet Davide Sorrenti (en) a lui aussi connu une carrière professionnelle identique, avant de mourir en 1997 ; leur sœur, Vanina, est également photographe de mode.

### Carrière
Il débute en photographiant celle qui deviendra sa petite amie, Milla Jovovich ; mais sa carrière professionnelle commence réellement vers vingt-et-un ans. Six mois plus tard, il signe un contrat avec le prestigieux magazine Harper's Bazaar, puis une campagne de publicité pour la marque Calvin Klein. Il réalise également ses premières séries pour le Vogue en Italie ou le Glamour français peu après. Recruté par Fabien Baron, il travaille pour The Face dans les années 1990.
Il a notamment réalisé le calendrier Pirelli de 2012,.
Il est principalement un photographe de nus,, et se dit avoir été influencé par les photographes Bill Brandt, Paul Strand, Larry Clark, Robert Frank, ou Sally Mann connue pour son goût pour le noir et blanc tel Sorrenti, mais surtout Bruce Weber qui l'a beaucoup soutenu.